# Henriette Baranius

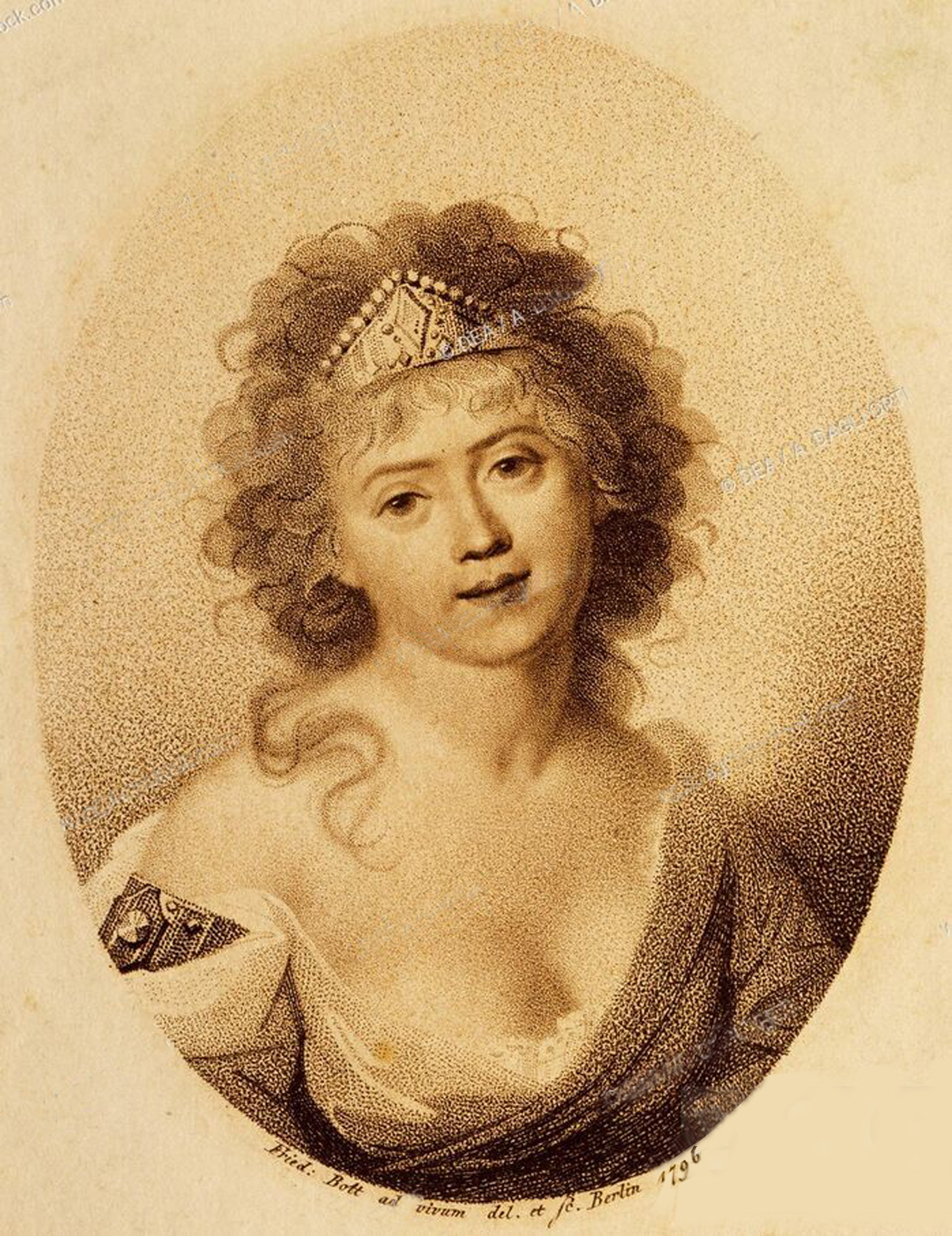
Kupferstich von Johann Friedrich Bolt

Henriette Rahel Baranius, geb. Husen (* 20. September 1768 in Danzig; † 5. Juni 1853 in Berlin) war eine deutsche Schauspielerin und Opernsängerin (Sopran).

## Leben
Henriette Baranius geb. Husen wurde 1784 an die Berliner Hofoper berufen, an der sie bis 1797 tätig war. 
Im Jahr 1788 heiratete sie den Schauspieler August Wilhelm Baranius, von dem sie nach zwei Jahren wieder geschieden wurde.
Zu den bekanntesten Rollen von Henriette Baranius gehörte das Blondchen in Wolfgang Amadeus Mozarts Singspiel Die Entführung aus dem Serail, die in Berlin unter dem Titel Belmonte und Constanze gespielt wurde. Als Mozart sich im Mai 1789 in Berlin aufhielt, soll er häufig bei ihr verkehrt und sich in sie verliebt haben.
In einem anonymen Beitrag über die Mitglieder des Berliner Theaters aus dem Jahre 1796 wird Henriette Baranius als große Schönheit und ausgezeichnete Sängerin und Schauspielerin geschildert. Darüber hinaus bewältigte sie ein enormes Arbeitspensum und trat fast jeden Abend in einer Hauptrolle auf. Ihr im Jahr darauf erfolgter Abschied von der Bühne wurde allgemein als großer Verlust angesehen.
Im Jahr 1799 heiratete Baranius Johann Friedrich Ritz (1755–1809). Dieser war Geheimer Kämmerer des 1797 verstorbenen Königs Friedrich Wilhelm II. und zuvor in erster Ehe verheiratet mit der Geliebten des Königs, Wilhelmine Enke, späteren Gräfin von Lichtenau. Ritz erbaute für Henriette 1799 die Villa Ritz im Potsdamer Stadtteil Berliner Vorstadt, Berliner Straße Nr. 136. Die Ehe blieb kinderlos.